# Diacme phyllisalis
Diacme phyllisalis is een vlinder uit de familie van de grasmotten (Crambidae), uit de onderfamilie van de Spilomelinae. De wetenschappelijke naam van deze soort is voor het eerst voorgesteld als Samea phyllisalis door Francis Walker in een publicatie uit 1859.
De soort komt voor in de Verenigde Staten, Cuba en Jamaica.